# 邓旋
邓旋（Deng Xuan, Joy，1992年1月20日—），广东广州人，中国女子羽毛球运动员，自2017年開始代表香港出戰國際賽事。

## 簡歷
邓旋小时候身体不好，所以打羽毛球锻炼身体，到后来慢慢喜欢上这项运动。至2010年2月，邓旋從广州市羽毛球队被选拔进中国国家羽毛球二队，成為少有跳過省队直接進入国家队的队員。
2010年8月，邓旋代表中國出戰新加坡夏季青年奧林匹克運動會羽毛球比賽的女子單打項目，在決賽以0比2（14-21、17-21）不敵泰國的沙西丽·德拉达那猜，獲得銀牌。
2013年4月，邓旋成功打進紐西蘭羽毛球大獎賽女單決賽，並以2比1（21-17、18-21、22-20）擊敗日本选手山口茜，首次贏得国际比赛冠军。
2014年年底，邓旋因傷病緣故退出中國國家羽毛球隊，並決定退役。其後，她仍有參加如馬來西亞聯賽等比賽，還自費訓練。
及至2017年底，邓旋透過優才計劃移居香港並復出。她在12月初次代表香港出戰國際賽事，參加尼泊爾羽毛球國際系列賽，並拿得女子單打比賽冠軍。踏進2018年，她繼續從較低組別的世界羽聯賽事打起，在34場比賽中取得29勝，並捧走了三個冠軍，世界排名一舉躍升至40位（9月27日）。
2018年2月，邓旋出战斯洛伐克羽毛球公開賽，在女单决赛以2比0（21-11、21-13）击败了赛会7号种子、來自台灣的名將林湘緹，赢得国际赛女单冠军。同年4月，她出战馬來西亞羽毛球國際挑戰賽，在女单準决赛以0比2（12-21、16-21）不敌中国的王祉怡。同年6月，她出战蒙古國羽毛球國際賽，在女单决赛以2比0（21-11、21-8）击败了赛会4号种子、泰国名将的查斯妮·戈内帕，赢得国际赛女单冠军。同年7月，她出战白夜羽毛球賽，在女单决赛以2比1（21-7、13-21、21-17）击败了新加坡名将的杨佳敏，赢得国际赛女单冠军。同年9月，她出战海得拉巴羽毛球公開賽，在女单决赛以1比2（9-21、21-18、17-21）不敌韩国名将的金佳恩，赢得亚军。同期9月，她出战印尼邦加勿里洞羽球大師賽，在女单準决赛以1比2（21-18、16-21、19-21）不敌赛会头号种子、日本名将的三谷美菜津。
2019年1月，邓旋出战泰國羽毛球大師賽，在女单準决赛以1比2（21-12、19-21、16-21）不敌印尼名将的菲特里亚尼。

## 主要比賽成績
只列出曾進入準決賽的國際賽事成績：
| 2010年        | 亞洲青年羽毛球錦標賽         | 其他       | 混合團體 | 冠軍   |
| 2010年        | 亞洲青年羽毛球錦標賽         | 其他       | 女子單打 | 季軍   |
| 2010年        | 世界青年羽毛球錦標賽         | 其他       | 混合團體 | 冠軍   |
| 2010年        | 青年奧林匹克運動會羽毛球比賽 | 其他       | 女子單打 | 銀牌   |
| 2012年        | 澳門羽毛球黃金大獎賽         | 黃金大獎賽 | 女子單打 | 準決賽 |
| 2013年        | 紐西蘭羽毛球大獎賽           | 大獎賽     | 女子單打 | 冠軍   |
| 2014年        | 印度羽毛球黃金大獎賽         | 黃金大獎賽 | 女子單打 | 準決賽 |
| 代表 香港時期 |                              |            |          |        |
| 2017年        | 尼泊爾羽毛球國際系列賽       | 國際系列賽 | 女子單打 | 冠軍   |
| 2018年        | 斯洛伐克羽毛球公開賽         | 未來系列賽 | 女子單打 | 冠軍   |
| 2018年        | 馬來西亞羽毛球國際挑戰賽     | 國際挑戰賽 | 女子單打 | 準決賽 |
| 2018年        | 蒙古國羽毛球國際賽           | 國際系列賽 | 女子單打 | 冠軍   |
| 2018年        | 白夜羽毛球賽                 | 國際挑戰賽 | 女子單打 | 冠軍   |
| 2018年        | 海得拉巴羽毛球公開賽         | 超級100賽  | 女子單打 | 亞軍   |
| 2018年        | 印尼邦加勿里洞羽球大師賽     | 超級100賽  | 女子單打 | 準決賽 |
| 2019年        | 泰國羽毛球大師賽             | 超級300賽  | 女子單打 | 準決賽 |

| 2007-2017年 | 首要超級賽 | 超級賽 | 黃金大獎賽 | 大獎賽 | 國際挑戰賽 | 國際系列賽 | 未來系列賽 | 其他 |

| 2018-2026年 | 總決賽 | 超級1000賽 | 超級750賽 | 超級500賽 | 超級300賽 | 超級100賽 | 國際挑戰賽 | 國際系列賽 | 未來系列賽 | 其他 |